# Marcello Truzzi
Marcello Truzzi (* 6. September 1935 in Kopenhagen; † 2. Februar 2003 in Ann Arbor, Michigan) war ein US-amerikanischer Soziologe und Dozent für Soziologie an der  Eastern Michigan University in Ypsilanti.

## Leben
Truzzi gehörte 1976 zu den Mitbegründern der amerikanischen Skeptiker-Vereinigung CSICOP, trat jedoch nach heftigen Kontroversen während der 1980er Jahre – vor allem im Zusammenhang mit der so genannten 'Mars-Effekt-Kontroverse' (ca. 1980–1985) um die Bewertung der astrobiologischen Daten Michel Gauquelins und den Auseinandersetzungen um das von James Randi inszenierte 'Project Alpha' (ca. 1983–1987) – wieder aus der Organisation aus. Zur Bezeichnung einer von ihm behaupteten Ideologie der 'Skeptikerbewegung' schuf und popularisierte er den Begriff Pseudoskeptizismus.
Bereits ab 1978 betätigte Truzzi sich als Herausgeber der Zeitschrift Zetetic Scholar - An Independent Scientific Review of Claims of Anomalies and the Paranormal, in dem Bestreben, „einen fortgesetzten Dialog zwischen Befürwortern und Kritikern von Behauptungen des Paranormalen ins Leben zu rufen (und) scientific community zu helfen“, bezüglich derartiger Behauptungen „zu rationalen Beurteilungen zu gelangen, die auf empirischen Fakten beruhen.“ ()

## Werk
Er beschäftigte sich wissenschaftlich mit dem Paranormalen und grenzwissenschaftlichen Themen, mit Protowissenschaften sowie mit der Demarkationsproblematik bezüglich Wissenschaft und so genannter Pseudowissenschaft. Er gilt als Pionier der modernen Anomalistik.
Die Begriffe 'Zetetiker' und 'Zetetik' bzw. 'Zetetizismus' (engl.: ‚zetetic‘ und ‚zeteticism‘) baute Truzzi bewusst als Alternative zu den Bezeichnungen ‚Skeptiker‘ und ‚Skeptizismus‘' (engl.: ‚skeptic‘ und ‚skepticism‘) auf, da er die letztgenannten Ausdrücke aufgrund seiner ideologischen Differenzen mit der Skeptikerbewegung als diskreditiert betrachtete. Unter einem Zetetiker verstand er einen „skeptischen Sucher“. Der Begriff beruht auf der Benennung der Anhänger des altgriechischen Skeptikers Pyrrhon von Elis.

## Schriften
- Sociology and Everyday Life, Prentice-Hall, 1968.
- Caldron cookery: An authentic guide for coven connoisseurs, Meredith Press, 1969.
- Sociology: the classic statements, Random House, 1971.
- mit David M. Peterson: Criminal Life: Views from the Inside, Prentice-Hall, 1972.
- mit Clarice Stasz Stoll: Sexism: scientific debates, Addison-Wesley, 1973.
- mit Philip B. Springer: Revolutionaries on Revolution - Participants' Perspectives on the Strategies of Seizing Power, Goodyear Publishing Co., 1973.
- The humanities as sociology - An introductory reader, Merrill, 1973.
- Truzzi (Hrsg.): Chess in Literature - A Rich and Varied Selection of the Great Literature of Chess-Poetry and Prose from the Past and Present, Avon, 1974, ISBN 0-380-00164-0.
- Verstehen - Subjective Understanding in the Social Sciences, Addison-Wesley, 1974.
- Sociology for pleasure Prentice-Hall, 1974.
- mit Joseph Jorgensen: Anthropology and American Life, Prentice-Hall, 1974.
- mit Philip B. Springer: Solving social problems: Essays in relevant sociology. Goodyear Publishing Co., 1976.
- Sherlock Holmes, Applied Social Psychologist, in Umberto Eco & Thomas Sebeok, The Sign of Three: Dupin, Holmes, Peirce, Bloomington, IN: History Workshop, Indiana University Press, 1984, S. 55–80, ISBN 978-0-253-35235-4.
- mit Arthur Lyons: Satan Wants You - The Cult of Devil Worship in America, The Mysterious Press, 1988.
- mit Arthur Lyons: The Blue Sense: Psychic Detectives and Crime, The Mysterious Press, 1991, ISBN 0-89296-426-X.
- mit Jerome Clark: UFO Encounters: Sightings, visitations and Investigations, Publications International Ltd., 1992.